# Gangtunnel
En gangtunnel eller fodgængertunnel er en tunnel, der gør det muligt for fodgængere at passere under en vej eller jernbane og derved komme sikkert over på den anden side. De etableres typisk steder med tæt trafik og/eller høj fart, hvor ting som fodgængerfelter og jernbaneoverskæringer er utilstrækkelige eller uønskede. De fungerer desuden som alternativ til gangbroer.
Afhængig af de lokale forhold kan gangtunneler kombineres med andre ting, for eksempel underjordiske butikscentre eller metrostationer. Alternativt kan en gangtunnel være bygget som en del af en station for at give adgang til stationens perroner, uden at passagererne skal krydse sporene i niveau. Her vil nogle kun have en enkelt adgang fra gadeplan, men andre fra begge ender så de også kan benyttes af folk, der bare skal fra den ene side af sporene til den anden.
I byer etableres gangtunneler typisk for at skaffe en flydende trafik uden fodgængere på tværs og for fodgængernes egen sikkerhed. I praksis bliver mange gangtunneler uden anden funktion dog nødigt brugt, da de ofte henligger i halvmørke og plages af hærværk, stank og uønskede elementer. Især efter mørkets frembrud kan folk derfor være tilbøjelige til at undgå dem og i stedet søge andre længere eller farligere veje.